# Winterbottom-Zeichen
Das Winterbottom-Zeichen, eine schmerzlose Lymphknotenschwellung im dorsal-lateralen Halsbereich, gilt als Leitsymptom der Afrikanischen Trypanosomiasis (Schlafkrankheit).
Diese Erkrankung verläuft in drei Stadien. Im zweiten Stadium, dem sogenannten „hämolymphatischen Stadium“, tritt das Winterbottom-Zeichen typischerweise neben anderen Symptomen wie Kopfschmerz und Fieber auf. Abhängig von der Form der Erkrankung kann dies bereits nach einigen Tagen (ostafrikanische Form), oder aber erst nach Wochen oder Monaten (westafrikanische Form) geschehen. Diese Lymphknotenschwellungen sind Zeichen einer Ausbreitung und Vermehrung der Erreger im Lymphsystem. Das Winterbottom-Zeichen kann mehrere Monate bestehen.
Der Terminus entstammt dem Autor Thomas Masterman Winterbottom (1766–1859) um 1803.